# K-Drama

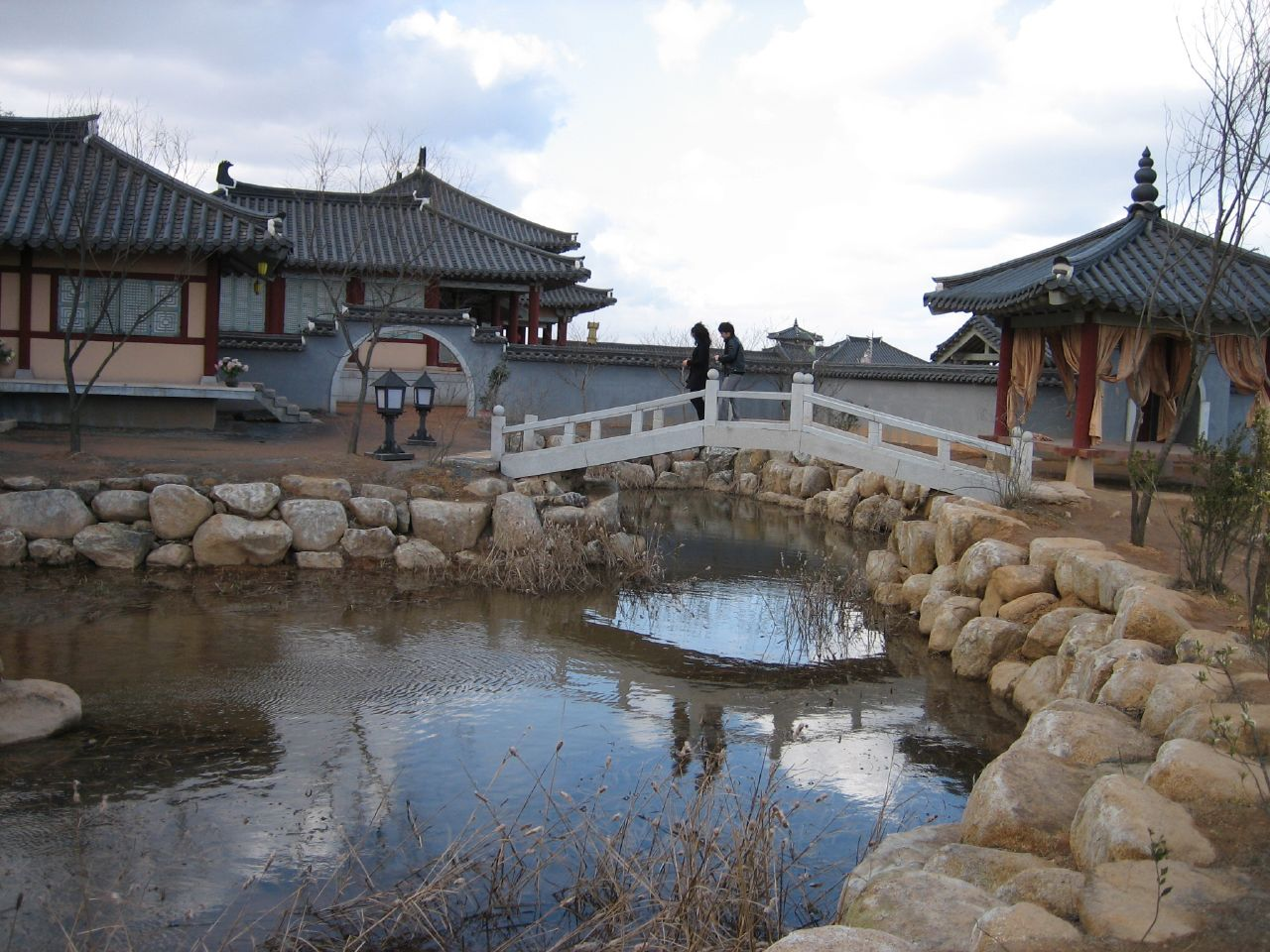
Der Yongin Daejanggeum Park ist die Filmkulisse des Senders MBC für historische Dramen und war u. a. Drehort der Serie Jumong

Koreanische Dramen (kor. 한국드라마 Hanguk Drama), meist kurz K-Drama, sind Fernseh- und Webserien aus Südkorea. Sie gelten als Ursprung der Koreanischen Welle, dem weltweiten Erfolg südkoreanischer Popkultur.:S. 369 K-Dramas erfreuen sich insbesondere in Asien großer Beliebtheit.
Im Laufe des 21. Jahrhunderts entwickelten sich K-Dramas zu einem wichtigen kulturellen Exportprodukt für Südkorea. Mit der Netflix-Serie Squid Game erreichte der internationale Erfolg von koreanischen Dramen einen Höhepunkt.

## Format
Die meisten Serien haben zwischen 12 und 24 Folgen à 45 bis 70 Minuten, wobei ein Trend zu immer kürzeren Serien zu beobachten ist. Die meisten Dramen werden zwischen 22:00 und 23:00 Uhr ausgestrahlt, zu zwei aufeinanderfolgenden Nächten: montags und dienstags, mittwochs und donnerstags oder am Wochenende. Der Sendeplatz zwischen 19:00 Uhr bis 20:00 Uhr ist in der Regel für Dramaserien reserviert, die von Montag bis Freitag laufen. Dies sind meist Telenovelas. Üblicherweise haben südkoreanische Serien einen Regisseur und einen Drehbuchautor, anders als bspw. amerikanische Serien, wo meist mehrere Regisseure und Autoren zusammenarbeiten und sich abwechseln. Weiterhin gibt es für die meisten Dramen keine Fortsetzungen durch weitere Staffeln.

## Geschichte
| Anzahl von Fernsehgeräten in Südkorea | Anzahl von Fernsehgeräten in Südkorea |
| Jahr                                  | Fernsehgeräte                         |
| ------------------------------------- | ------------------------------------- |
| 1966                                  | 43.684                                |
| 1967                                  | 73.224                                |
| 1968                                  | 118.262                               |
| 1969                                  | 223.695                               |
| 1970                                  | 379.564                               |
| 1971                                  | 616.392                               |
| 1972                                  | 905.365                               |
| 1973                                  | 1.282.122                             |
| 1974                                  | 1.618.617                             |
| 1975                                  | 2.014.927                             |
| 1976                                  | 2.809.131                             |

### 20. Jahrhundert
Am 31. Dezember 1961 nahm das Korean Broadcasting System (KBS) als erster öffentlich-rechtlicher Sender Südkoreas den Betrieb auf. Der Sender begann kurz darauf die Ausstrahlung der ersten Fernsehserien. Diese wurden allerdings noch von der Militärregierung reguliert. Die Dramen dienten eher der Bildung als der Unterhaltung sowie die Verbreitung der Ideologie der Regierung. Beispielsweise waren dem Drama Real Theater (1964–1985) deutlich antikommunistische Tendenzen anzumerken. Seit 1969 dürfen Sendeanstalten auch Einnahmen durch Werbung generieren. Dies sorgte für mehr Wettbewerb und höheren Investitionen in die Produktion. Ab den 1970er Jahren strahlten die Sender KBS, MBC und TBC etwa 15 Dramaserien täglich aus. Mehr und mehr Familien besaßen Fernseher und Dramaserien wurden noch vor Filmen das Hauptunterhaltungsmittel. Allerdings begann die Regierung auch stärker, die Inhalte zu kontrollieren und erwartet, dass verstärkt Nachrichten und Bildungsprogramme gesendet würden.
In den 1970er Jahren begann auch die Produktion langlebiger Dramaserien. So lief die MBC-Serie Susa Banjang (Chief Detective), die mit Starsky & Hutch verglichen werden kann, von 1971 bis 1989. Als kreativster Sender galt TBC, der unter anderem Tabuthemen wie Seitensprünge behandelte. 1980 ging der Sender in KBS auf. In den 1980er Jahren hielten Farbfernseher Einzug in südkoreanischen Wohnzimmern. In dieser Zeit begannen auch die Fernsehserien mehrere neue Themen zu erschließen. Historiendramen behandelten die Zeit der Joseon-Dynastie (1392–1910) und erzählten Heldengeschichten. Manche Serie zeigten das Leben in Kleinstädten und erzeugten Nostalgie. Dennoch wurde durch die strikte Kontrolle bis dato das Themen- und Genrespektrum stark eingegrenzt, sodass vor allem Melodramen, Seifenopern und Historiendramen produziert wurden.:S. 116
Ab 1987 entwickelte sich Südkorea zu einem demokratischen Staat und die weitgehende Regulierung des Fernsehens und der Unterhaltungsindustrie wurde nach und nach aufgehoben. Gleichzeitig veränderte sich die Fernsehlandschaft durch technische Veränderungen, bspw. Satellitenfernsehen. Zudem trat mit dem Seoul Broadcasting System ein neuer Fernsehsender auf. Dies führte zu höheren Investitionen in Fernsehserien. Der Wettbewerb wurde angeheizt. Eyes of Dawn (여명의 눈동자 Yemyeong-ui Nundongja, 1991–1992) gilt als erste Blockbuster-Drama in Südkorea. Die Spanne der Handlung ging über mehrere Dekaden, von der Zeit der japanischen Besatzung über den Zweiten Weltkrieg bis zum Koreakrieg.

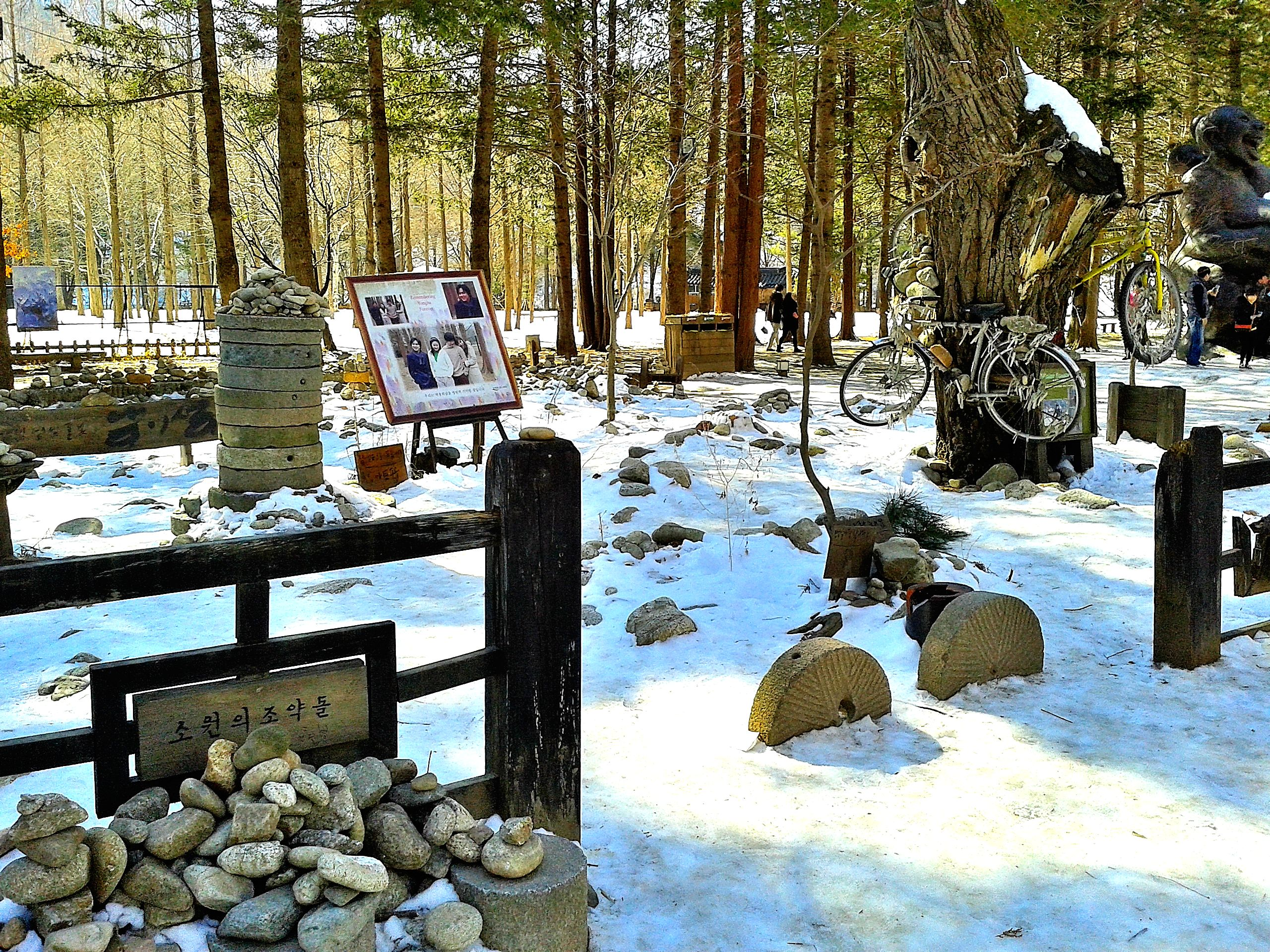
Die Insel Namiseom war einer der Drehorte des Dramas Winter Sonata (2002), einem Meilenstein der Koreanischen Welle

Als einer der größten Erfolge zählt auch die MBC-Serie Jealousy (1994) mit Choi Su-jong und Choi Jin-sil. Anders als die meisten Melodramen handelt diese romantische Serie von dem Stadtleben junger Leute. SBS nutzte am meisten die neu gewonnene Freiheit des Fernsehens und produzierte mit Sandglass (모래시계 Moraesigye) eines der erfolgreichsten Dramas überhaupt. Das halbe Land hat sich die Serie angesehen. In den 1990er Jahren entwickelte sich eine Länge von 12 bis 24 Folgen pro Serie zur Norm der südkoreanischen Sender.:S. 72 Zusammen mit der technischen Entwicklung erhöhte dies die Qualität der Sendungen. Einige Fernsehserien wurden nach China, Hongkong, Taiwan und Japan exportiert.:S. 72 Eine chinesische Zeitung besprach den zunehmenden Import südkoreanischer Produkte und Serien und bezeichnet das Phänomen als 韓流 hán liú ‚Koreanische Welle‘. Dies war der Beginn erfolgreicher südkoreanischer Kulturexporte.

### 21. Jahrhundert
Mitte der 2000er Jahre war der Preis für südkoreanische Fernsehserien in Asien höher als der für US-amerikanische.:S. 11 In Südkorea traten zudem neue Akteure zu Tage. Die Kabelfernsehsender tvN und jTBC begannen, den großen Sendern KBS, MBC und SBS Konkurrenz zu machen. Zudem begann der Internetkonzern Naver, Webserien zu produzieren. Gleichzeitig wurden durch die Streamingdienste Hulu und DramaFever K-Dramen auch in den USA populär. Über das Internet gewannen südkoreanische Fernsehserien weltweit Bekanntheit, wobei sich Fans häufig in rechtliche Grauzonen begeben oder illegal die Dramen mit Untertiteln streamen,:S. 371, 375 da es in ihren Heimatländern keine legalen Anbieter gab. Webseiten wie HanCinema, Soompi, Dramabeans, Dramawiki und MyDramaList etablierten sich und boten Plattformen, Datenbanken und Foren für Fans aus der ganzen Welt. Mit Viki etablierte sich ein weiterer Streamingdienst, der sich auf südkoreanische Fernsehserien fokussierte und in den USA erfolgreich wurde. Mittlerweile gehört der Dienst zum japanischen Rakuten-Konzern. Ende der 2010er Jahre begannen auch amerikanische Dienste, K-Dramen zu produzieren. Zum einen aufgrund der heimischen Fans, zum anderen, um ihre Streamingdienste in Südkorea anzubieten. So produzierte Amazon Studios The Idolm@ster.KR, Viki produzierte mit Dramaworld eine Serie, in der ein amerikanisches Mädchen in die Welt koreanischer Dramen gezogen wird. YouTube drehte das K-Pop-Drama Top Management und Netflix begann mit Kingdom den Einstieg in aufwändig produzierte koreanischer Dramaserien. Zur gleichen Zeit starteten in den USA auch die Streamingdienste KOCOWA und OnDemandKorea, die südkoreanische Fernsehserien und Filme in den USA anbieten. Sie traten in Konkurrenz zu DramaFever, dass südkoreanische Dramen in den USA zum Erfolg verhalf. 2018 beendete Warner Bros., zu dem DramaFever gehörte, allerdings den Dienst. Dadurch versuchen die bisherigen Anbieter südkoreanischer Dramen in den USA, sich als neuer Spitzenanbieter zu etablieren.
Während K-Dramen in der Anfangszeit der Koreanischen Welle vor allem den Genres Liebesserie, romantische Komödie oder Historiendrama (사극 Sageuk) angehörten, hat sich in den vergangenen Jahren eine größere Genrevielfalt entwickelt. 2014 feierte die Fernsehserie Misaeng mit dem Thema der südkoreanischen Arbeitswelt einen großen Erfolg. Die Serie basiert auf einen gleichnamigen Webtoon. Der Protagonist versucht sich darin, in einem Handelsunternehmen als Praktikant in Hoffnung auf eine Festanstellung zu beweisen und zurechtzufinden. Das Drama wurde als äußerst realistisch beschrieben. Da die Arbeitswelt präzise dargestellt wird, konnten sich viele damit identifizieren. Die Serie behandelt Themen wie Diskriminierung am Arbeitsplatz wegen des Geschlechts und der Qualifikation der Beschäftigten. Außerdem geht es um Mobbing und unterschwellige Rivalitäten zwischen Kollegen und Abteilungen. Die Serie verzichtet dabei auf eine Romanze zwischen den Hauptfiguren und erntete dafür viel Anerkennung.
Ab 2019 etablierte sich der Begriff Cine Drama (시네드라마) – auch Dramatic Cinema (드라마틱 시네마) und Cinematic Drama (시네마틱 드라마) genannt – der auf eine neue Art von Fernsehserien hindeutet. Während es zuvor eine strikte Unterscheidung zwischen Fernsehen und Kinofilm gab, verschwimmt diese immer mehr durch aufwendige Dramaproduktionen. Auch werden Fernsehschauspieler in Korea Talent genannt, um diese von Film- und Bühnenschauspielern abzugrenzen. Zu Beginn der 2010er spielten vermehrt auch Filmstars in Fernsehserien mit, was dazu beitrug, die Grenze verschwimmen zu lassen. Weiterhin werden Fernsehproduktionen durch die Korea Communications Commission beaufsichtigt, die die Regeln für das Fernsehen festlegt. Dies hat dazu geführt, dass sich Dramen vor allem auf konfuzianistische Werte und Liebesromanzen fokussierten, während sich Filme frei entwickeln konnten. Mit dem Eintreten des Filmproduktionskonglomerat CJ ENM sowie des Streamingdienstes Netflix in die Dramaproduktion hat sich jedoch ein neuer Trend entwickelt. Netflix unterliegt nicht der Aufsicht der KCC. Die meist Cine Drama genannte Form zeichnet sich aus durch die Beteiligung von Filmstudios an Dramaserien sowie durch hohe Budgets aus. Weiterhin werden häufig Filmregisseure für die Dramen engagiert. Die Serien verwenden selten übliche Drama-Klischees und zeichnen sich durch cineastische Kameraführung aus. Als Vorreiter dieser Cine-Dramen gelten Trap, Kingdom, Strangers from Hell (alle drei 2019), SF8, Team Bulldog: Off-duty Investigation, The School Nurse Files und School Strange Stories (alle vier 2020).
Mit dem 2019 erschienenen K-Drama Squid Game erreichte die internationale Popularität von K-Dramas einen neuen Höhepunkt. Die Serie erreichte in 90 Ländern Platz 1 der Netflix-Charts und wurde in 111 Millionen Haushalten geschaut.

## Produktion

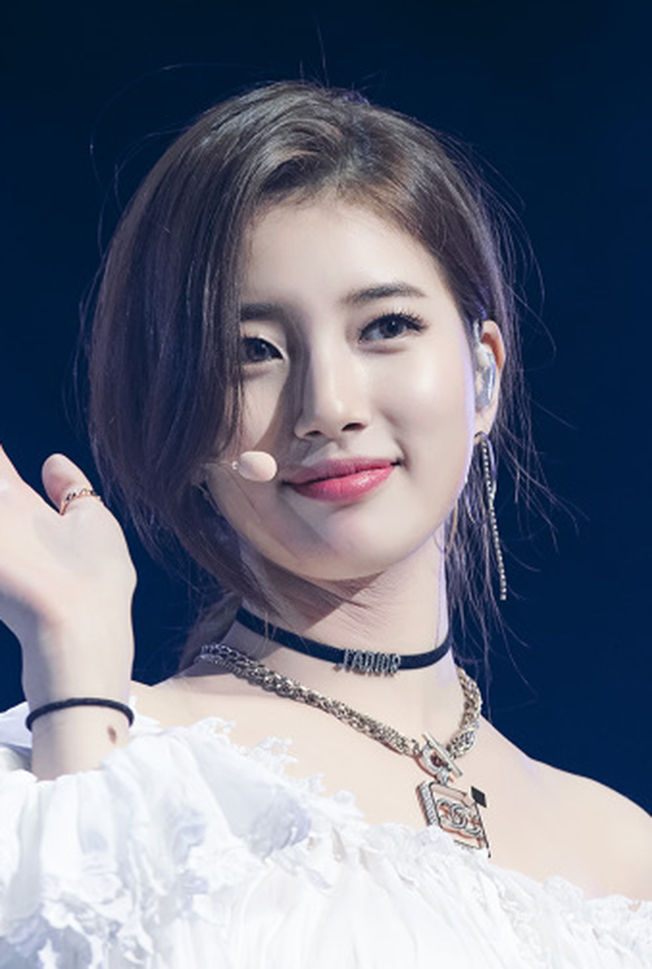
Bae Suzy, die Hauptdarstellerin in Gu Family Book

Anfangs wurden die Fernsehserien direkt von den Fernsehsendern selbst produziert. Seit den 2000er Jahren wurde die Produktion zunehmend bei unabhängigen Studios in Auftrag gegeben. 2012 wurden etwa 75 % aller Dramaserien auf diese Weise produziert. Der Wettbewerb ist groß: bei 156 registrierten Firmen wurden nur 34 Fernsehdramen tatsächlich ausgestrahlt. Das Budget wird aufgeteilt zwischen Fernsehsender und Produktionsstudio. Werden große Stars engagiert, übernimmt der Fernsehsender in der Regel einen höheren Teil des Budgets. Die Einnahmen aus Produktplatzierungen werden in der Regel auch geteilt. Allerdings gehen die gesamten Einnahmen aus Werbung während der Ausstrahlung an den Sender. Das können pro Folge bis zu 300 bis 400 Millionen Won sein. Typischerweise kostet eine Folge in etwa 250 Millionen Won pro Folge (etwa 190.000 Euro), wobei Historiendramen in der Regel teurer sind. Beispielsweise kostete eine Folge von Gu Family Book (2013) rund 500 Millionen Won.
Ein Großteil des Budgets wird in Südkorea für Stars aufgebracht. In manchen Fällen kann die Bezahlung der Schauspieler 55 bis 65 Prozent des Gesamtbudgets betragen. In Japan sind es in der Regel 20 bis 30 %, in den USA rund 10 %. Die größten Stars erhalten bis zu 100 Mio. Won pro Folge. Bae Yong-joon soll für seine Rolle in The Legend (2007) pro Episode 250 Mio. Won erhalten haben. Es kommt vor, dass die Produktionsgesellschaften ihr Budget überschreiten und die Gehälter nicht zahlen können. Bei kleineren Produktionsunternehmen kam es schon vor, dass das Unternehmen zahlungsunfähig wurde, und deshalb Schauspieler und Stab nicht mehr bezahlen konnte. Der Fernsehsender ist dann auch nicht eingesprungen, da die Verantwortung ja beim Produktionsstudio gelegen habe. Serienproduzent Kim Jong-hak gab für die Serie Faith (2012) 10 Milliarden Won (etwa 7,5 Mio. Euro) aus. Allerdings floppte die Sendung und so konnte Kim die Gehälter des Mitarbeiterstabs und weitere Kosten nicht decken. Kim, der zuvor erfolgreiche Serien wie Eyes of Dawn und Sandglass produzierte, beging Selbstmord als gegen ihn wegen Veruntreuung ermittelt wurde.
Üblich für Dramaserien ist, dass nur die ersten Folgen vor der Ausstrahlung der ersten Episode abgedreht werden. Ansonsten wird eine Folge erst kurz vor ihrer Ausstrahlung gedreht. Dies erlaubt es den Produzenten auf die Stimmung gegenüber der Serie einzugehen und ggf. Änderungen vorzunehmen. Ein extremes Beispiel ist die Serie Sign (2011). Nach Youjeong Oh wurde die letzte Episode der Serie sogar erst 50 Minuten vor der Ausstrahlung beendet. Durch die kurzfristigen Drehs können auch die Produktionskosten gesenkt werden, da daraus auch weniger Drehtage resultieren.
Seit Mitte der 2010er Jahre werden Dramaserien immer häufiger vollständig abgedreht und dann ausgestrahlt. Die Ausstrahlung von Descendants of the Sun begann erst nach Abschluss der Dreharbeiten. Dies war notwendig, da die Vertriebsrechte in China schon im Vorfeld von iQiyi erworben wurden. Um sicherzustellen, dass die Serie dort komplett gesendet werden darf, wurde im Vorfeld die Erlaubnis der chinesischen Aufsicht für Film, Presse und Fernsehen benötigt. Außerdem wurden weite Teile des Dramas im Ausland gedreht, weshalb viele Szenen nicht erst kurzfristig geplant und gedreht werden konnten. Durch den Erfolg setzt sich die Produktionsweise weiter durch. Auch der Eintritt von Netflix in den koreanischen Markt begünstigt die Entwicklung.

## Musik

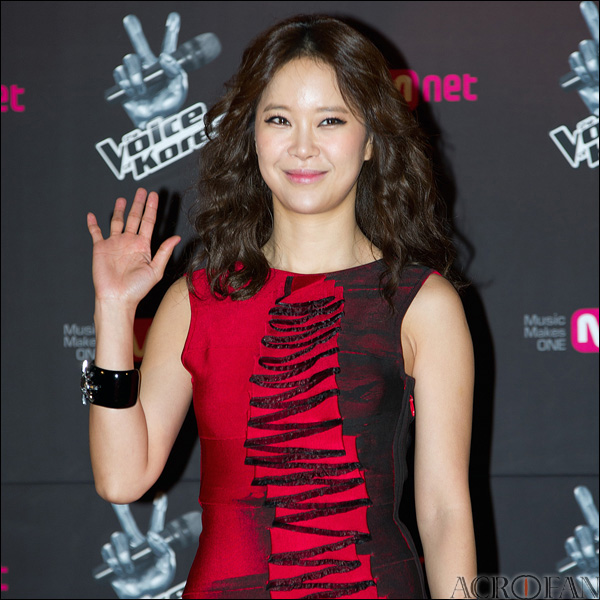
Baek Ji-young (2012) ist bekannt für ihre Beiträge zu den Soundtracks populärer Dramaserien

Musik spielt eine wichtige Rolle in den Dramaserien und in der Dramaindustrie. Für die Serien werden originale Soundtracks (kurz OST) aufgenommen. Die Entwicklung dazu setzte in den 1990er Jahren ein, als die Produzenten begannen, anstatt rein instrumentaler Musik zunehmend Lieder populärer Musikidole einzusetzen. Die Songs werden eigens für die Dramen geschrieben und aufgenommen. Tom Larsen, Präsident von YA Entertainment, einem nordamerikanischen Vertrieb südkoreanischer Fernsehserien, ist der Auffassung, die Lieder seien ausgefeilt genug um eigenständige Erfolge zu erreichen, losgelöst von der Serie.
Seit den 2000er Jahren ist es üblich, dass die Hauptdarsteller am Soundtrack mitwirken. Teilweise ist dies dem Umstand geschuldet, dass häufig K-Pop-Stars für Rollen berücksichtigt werden. Einige der Popsänger streben nach ihrer Zeit in einer Girl- oder Boygroup eine Schauspielkarriere an. Sowohl Lee Min-ho als auch Kim Hyun-joong, der Bandleader von SS501, nahmen Songs für Boys over Flowers auf. Des Weiteren wurde in dem Drama You’re Beautiful eine fiktionale Band gegründet. Die Schauspieler gaben dabei auch in der realen Welt gemeinsam als besagte Band auf und spielten den Soundtrack.
Die Lieder von den Soundtracks steigen teilweise hoch in die südkoreanischen Musikcharts ein. Dabei korreliert der Erfolg meist mit der Beliebtheit der Serie. Lieder vom Soundtrack von Secret Garden wiesen bspw. hohe Downloadzahlen auf und erreichte hohe Chartpositionen. My Destiny von Lyn vom Soundtrack zu My Love from the Star erreichte Platz eins in den Charts von Hongkong und Taiwan. Zusätzlich wurde der Song mit dem Preis für den besten Soundtrack bei den Baeksang Arts Awards 2014 ausgezeichnet. Weiterhin erreichten gleich mehrere Lieder vom Soundtrack zu Descendants of the Sun Platz eins der südkoreanischen Gaon Charts.
Die Komponisten engagieren meist Sänger, die bereits erfolgreich in dem Genre waren. Die Songs sollen die Stimmung und Struktur der Serie wiedergeben. Manchmal steuern Sänger ihre eigenen Lieder zur Serie bei. So befand Baek Ji-young, ihr Song That Man, der für ihr eigenes Album eingeplant war, passe gut zu Secret Garden. Des Weiteren werden auch ausländische Sänger für Soundtrack engagiert. Beispielsweise stammen diverse Lieder der Dramen Angels Eyes, Soul Mate, I Need Romance und Goblin von dem schwedischen Sänger Lasse Lindh.
Doch auch Instrumentalstücke können erfolgreich sein. So entwickelte sich Sad Romance Jo Pyeong-gwon (지평권) vom Soundtrack zu Over the Green Fields (저 푸른 초원위에) zu einem Internetmeme. Die Musik wirkt sehr traurig und wird häufig für Parodien verwendet.

## Rezeption

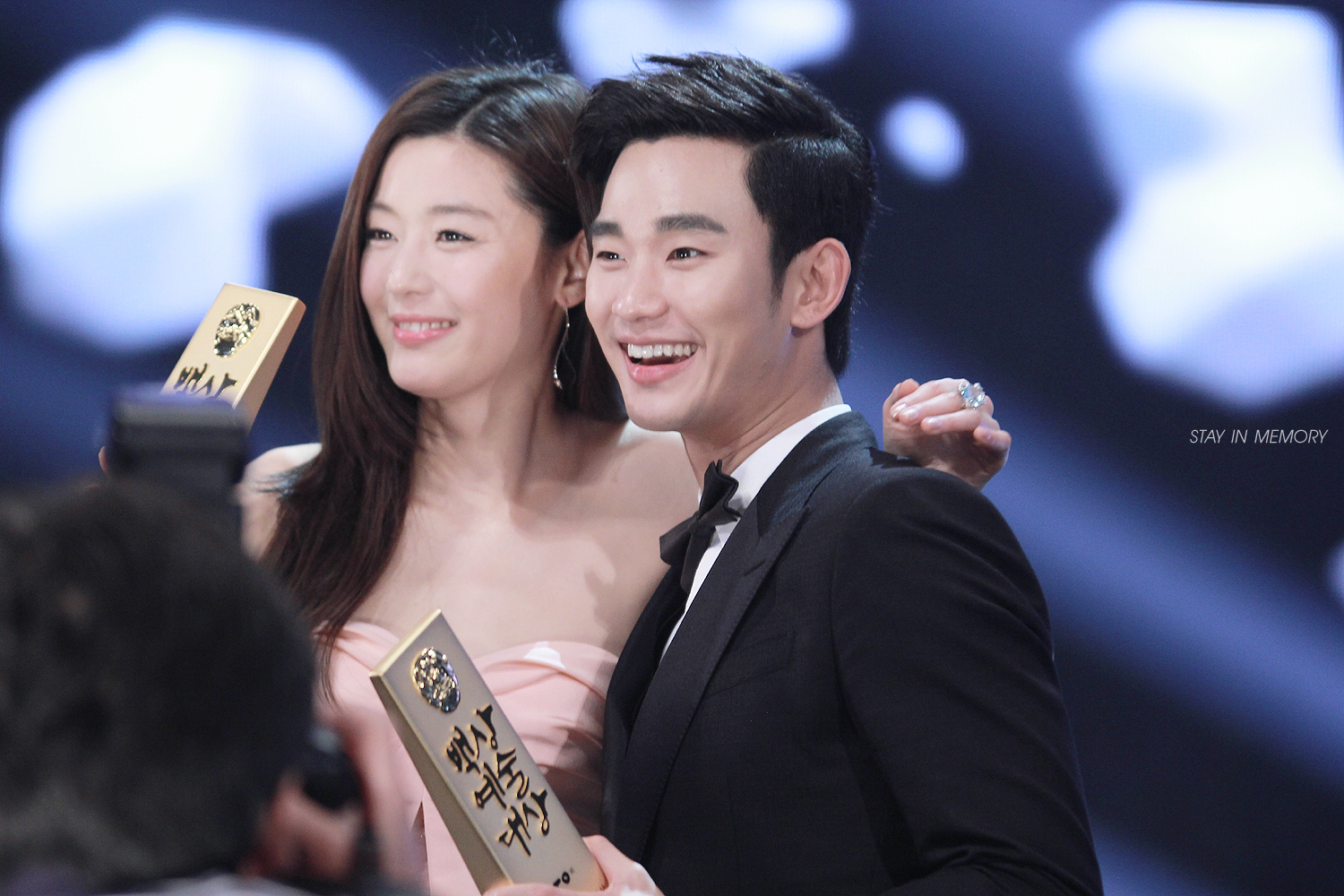
Die Hauptdarsteller von My Love from the Star – Jun Ji-hyun und Kim Soo-hyun – auf den Baeksang Arts Awards 2014

Grundsätzlich wird der Erfolg südkoreanischer Dramen durch deren konfuzianischen Werten erklärt. Respekt gegenüber Älteren und Eltern und Familienorientiertheit spielen eine wichtige Rolle in koreanischen Serien. Tom Larsen des nordamerikanischen Vertriebs YA Entertainment erklärt sich den Erfolg durch die Qualität der Kameraführung, malerische Landschaftsaufnahme und spektakulären Kostümen, die die Serien sehr stilvoll und attraktiv machten.
Des Weiteren werden durch erfolgreiche Dramaserien Trends gesetzt. 2014 sorgte das K-Drama My Love from the Star für einen Ansturm auf Chimaek; dabei handelt es sich um frittiertes Hühnchen koreanischer Art und Bier. In Südkorea haben sich dazu zahlreiche Restaurants etabliert. In der Serie geht die Protagonistin dort gerne essen. Das Drama entwickelte sich zur bislang erfolgreichsten Serie auf der chinesischen Videoplattform iQiyi. Dabei verändert sich grundsätzlich auch die Art und Weise wie die Serien geschaut werden. Mehr als 60 % der Zuschauer in China haben My Love from the Star auf dem Smartphone geschaut. Auch in Europa verzeichneten südkoreanische Fernsehserien Erfolge. 2012 wurde das Drama Dream High im schweizerischen Luzern mit der prestigeträchtigen Goldenen Rose in der Kategorie Beste Jugendserie ausgezeichnet.
Eine treibende Kraft hinter der Beliebtheit ist die intensive Partizipation der Fans. Die Fans tauschen sich online in Foren wie Soompi aus oder tweeten auf Twitter ihre Meinung zu den Dramas, die sie sehen. Sie sind engagiert im Verfassen von Kritiken oder Zusammenfassungen auf Webseiten und Blogs. Durch die Aktivität auf sozialen Netzwerken und den Austausch mit Bekannten, Freunden und Familie machen die Fans K-Dramen zunehmend bekannter. Durch die internationale Bekanntheit wird auch die Dramaindustrie beeinflusst. Die Nachfrage nach Streamingangeboten steigt, die Einnahmen der Fernsehsender nehmen zu. Durch den Erfolg und Misserfolg der Serien bekommen die Produzenten direktes Feedback und nutzen dieses für zukünftige Produktionen.

## Einschaltquoten

### Die höchsten Einschaltquoten südkoreanischer Dramaserien im öffentlichen Fernsehen

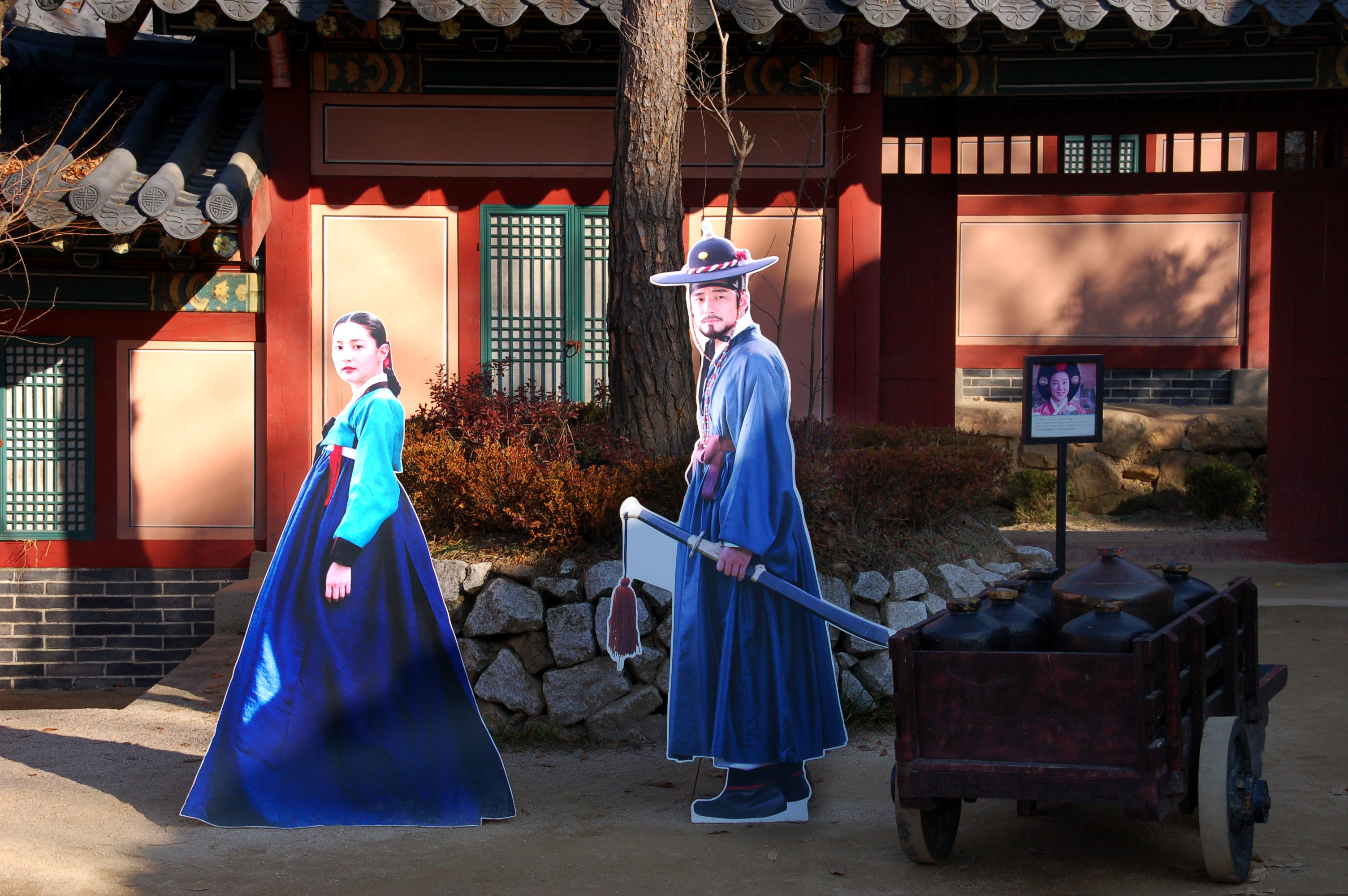
Aufstellfiguren am Set zu Dae Jang Geum. Das Set wurde in einen Themenpark zur Serie umgewandelt.

| #  | Drama                                      | Kanal | Erstausstrahlung | Höchste landesweite Quote AGB Nielsen Rating | Quelle |
| -- | ------------------------------------------ | ----- | ---------------- | -------------------------------------------- | ------ |
| 01 | You and I (그대 그리고 나)                 | MBC   | 1997–1998        | 66,9 %                                       | [ 44 ] |
| 02 | First Love (첫사랑)                        | KBS2  | 1996–1997        | 65,8 %                                       |        |
| 03 | What is Love (사랑이 뭐길래)               | MBC   | 1991–1992        | 64,9 %                                       |        |
| 04 | Sandglass (모래시계)                       | SBS   | 1995             | 64,5 %                                       |        |
| 05 | Hur Jun (허준)                             | MBC   | 1999–2000        | 63,5 %                                       |        |
| 06 | A Sunny Place of the Young (젊은이의 양지) | KBS2  | 1995             | 62,7 %                                       |        |
| 07 | Sons and Daughters (아들과 딸)             | MBC   | 1992–1993        | 61,1 %                                       |        |
| 08 | Taejo Wang Geon (태조 왕건)                | KBS1  | 2000–2002        | 60,2 %                                       |        |
| 09 | Eyes of Dawn (여명의 눈동자)               | MBC   | 1991–1992        | 58,4 %                                       |        |
| 10 | Dae Jang Geum (大長今)                     | MBC   | 2003–2004        | 57,8 %                                       |        |

### Die höchsten Einschaltquoten südkoreanischer Dramaserien im Kabelfernsehen
| #  | Drama                                  | Kanal | Erstausstrahlung | Höchste landesweite Quote AGB Nielsen Rating | Quelle        |
| -- | -------------------------------------- | ----- | ---------------- | -------------------------------------------- | ------------- |
| 01 | The World of the Married (부부의 세계) | jTBC  | 2020             | 24,332 %                                     | [ 46 ]        |
| 02 | Sky Castle (SKY 캐슬)                  | jTBC  | 2018–2019        | 23,779 %                                     | [ 47 ]        |
| 03 | Crash Landing on You (사랑의 불시착)   | tvN   | 2019–2020        | 21,683 %                                     | [ 48 ]        |
| 04 | Reply 1988 (응답하라 1988)             | tvN   | 2015–2016        | 18,803 %                                     | [ 49 ] [ 50 ] |
| 05 | Goblin (도깨비)                        | tvN   | 2016–2017        | 18,680 %                                     | [ 51 ]        |
| 06 | Mr. Sunshine (미스터 션샤인)           | tvN   | 2018             | 18,129 %                                     | [ 52 ]        |
| 07 | Itaewon Class (이태원 클라쓰)          | jTBC  | 2020             | 16,548 %                                     | [ 53 ]        |
| 08 | 100 Days My Prince (백일의 낭군님)     | tvN   | 2018             | 14,412 %                                     | [ 54 ]        |
| 09 | Signal (시그널)                        | tvN   | 2016             | 12,544 %                                     | [ 55 ]        |
| 10 | Hospital Playlist (슬기로운 의사생활)  | tvN   | 2020             | 12,134 %                                     | [ 56 ]        |